# Enrico Betti
Pour les articles homonymes, voir Betti.
Enrico Betti (né le 21 octobre 1823 à Pistoia, en Toscane, alors dans le grand-duché de Toscane, et mort le 11 août 1892 à Soiana, une frazione de la commune de Terricciola, dans la province de Pise) est un mathématicien italien du XIXe siècle.

## Biographie
Enrico Betti étudie les mathématiques et la physique à l'université de Pise où il obtient la laurea en 1846. Il commence à travailler comme assistant. Il revient ensuite à Pistoia, sa cité natale et devient professeur de mathématiques à l'école supérieure de Pistoia. Il déménage à Florence en 1854.
En  1857, il devient professeur d'algèbre à l'université de Pise. La même année, en compagnie de  Francesco Brioschi et Felice Casorati, il commence à visiter les principaux centres de mathématiques d'Europe comme Berlin, Paris et aussi Göttingen, ville où il rencontre et se lie d'amitié avec Riemann.
Revenu à Pise en 1859, il obtient la chaire d'analyse et géométrie. Après la création du royaume d'Italie en 1861, il devient membre en 1862 du parlement italien. En 1864, Betti obtient la chaire de physique mathématique. En 1880, il est le directeur de thèse du mathématicien Vito Volterra. En 1884, il devient sénateur du royaume.
Betti est connu pour ses contributions à l'algèbre et à la topologie, ainsi qu'aux théories de l'élasticité (théorème de réciprocité de Maxwell-Betti) et du potentiel. Il est parmi les premiers à comprendre l'importance de la théorie de Galois. Il a introduit une suite d'invariants topologiques, que Poincaré a baptisés nombres de Betti.